# Reserva Natural de Komsomolsk
A Reserva Natural de Komsomolsk (em russo: Комсомольский заповедник) é uma área protegida da Rússia. Abrange a confluência do rio Gorin e do rio Amur no Extremo Oriente Russo. A reserva protege uma zona de reunião de múltiplas eco-regiões no baixo Amur, incluindo o norte da taiga da Manchúria. Ele está localizado a cerca de 50 quilómetros a leste de Komsomolsk-on-Amur, no distrito de Komsomolsky, Krai de Khabarovsk. Foi criada em 1963, e abrange uma área de 64 mil hectares.

## Topografia
A reserva situa-se em uma passagem estreita do rio de Amur, onde passa através das montanhas de Sikhote-Alin a leste, e as montanhas inferiores de Amur a oeste. A montante são as planícies de inundação do vale inferior do rio Amur, e a jusante é o delta de Amur que conduz ao Mar de Okhotsk. O território cobre o delta do rio de Gorin, que é um tributário esquerdo do Amur, entrando do oeste. O rio Gorin divide a reserva pelo meio, correndo mais ou menos a sudeste. O rio tem 1,5 e 2 quilómetros de largura na borda norte da reserva, e entre 4 e 5 km de largura na entrada onde entra o Amur. A reserva é aproximadamente rectangular, medindo 20 km ao norte-sul e 30 km a oeste-leste. O ponto mais alto do território é o Monte Chokkety, com 800 metros.

## Clima e eco-região
Esta área protegida encontra-se localizada na eco-região da taiga de Okhotsk-Manchurian, sendo a taiga mais meridional da Eurásia. Em baixas elevações as florestas são principalmente compostas por taiga de agulha, e em altitudes mais altas encontra-se os pinheiros e os abetos.
O clima de Komsomolsk é um clima continental húmido, caracterizado por altas variações de temperatura, tanto entre o dia e a noite como entre estações. Com invernos secos e verões frescos, as temperaturas médias variam de -25 C em Janeiro a +20 C em Julho. O vento sopra do leste (do mar para a terra) durante o período quente, trazendo 80 - 90% da precipitação, e sopra de oeste para leste (da Sibéria para o mar) durante a estação fria.